# Imre Vígh
Imre Vígh (ur. 3 kwietnia 1938 w Székesfehérvárze, zm. 23 kwietnia 2001 tamże) – węgierski zapaśnik walczący w stylu wolnym. Olimpijczyk z Tokio 1964, gdzie zajął ósme miejsce w kategorii 97 kg.
Czwarty na mistrzostwach świata w 1963 roku.
- Turniej w Tokio 1964

Wygrał z Marutim Mane z Indii, a przegrał z Shunichi Kawano z Japonii i Gholamem Rezą Tachtim z Iranu.